# Ojciec Paneloux
Ojciec Paneloux – bohater Dżumy Alberta Camusa, mieszkaniec owładniętego epidemią algierskiego miasta Oranu, uczony, ortodoksyjny jezuita. Współpracownik biuletynu Towarzystwa Geograficznego Oranu, w którym zamieszczał rekonstrukcje epigraficzne. Autor serii odczytów o nowoczesnym indywidualizmie.
W utworze jest przedstawiony jako zakonnik średniego wzrostu, krępy, z rumieńcami na twarzy i stalowymi okrągłymi okularami, ma dar oratorski, mocny głos zdolny przykuć uwagę słuchaczy. Cieszy się autorytetem nawet wśród niewierzących. W zakonie poważany, za pracę na temat filozofii św. Augustyna i Kościoła afrykańskiego. W czasie dżumy przeniósł się do mieszkania staruszki, która nie okazywała mu szacunku, zrażona jego lekceważącym stosunkiem do przepowiedni św. Otylii. Było to wkrótce po przemianie wewnętrznej bohatera, niedługo przed jego śmiercią.

## Poglądy
Bohater przeżywa ewolucję poglądów, które wyraża w swoich dwóch kazaniach.

### Pierwsze kazanie

#### Okoliczności
Uroczysta niedzielna msza do Świętego Rocha kończąca tydzień wspólnych modlitw zorganizowany przez władze kościelne w pierwszym miesiącu dżumy, odprawiona w katedrze przy pełnym audytorium. Rzęsisty deszcz potęgował nastrój grozy i strachu.

#### Poglądy
Dżuma to kara za grzechy, zesłana przez Boga na ludzi w celu ich nawrócenia. Bóg nie jest źródłem zła, ale odwraca się od człowieka zasmucony jego niegodziwością. Człowiek to grzesznik, który nadużywa Bożej miłości, powinien przyjąć karę, jaką jest choroba w pokorze, i nie buntować się. Sprawiedliwi zostaną ocaleni, natomiast źli nie unikną kary. Wszyscy jednak mają powód do radości, gdyż dżuma pomoże im osiągnąć nieśmiertelność.
Ojciec Paneloux dystansował się od odbiorców, mówił tonem oskarżycielskim, używał oratorskiego stylu i obrazowego języka, motywów apokaliptycznych (np. dobry i zły anioł porównany do Lucyfera, sąd nad ludźmi, światło i ciemność). Upersonifikowany wizerunek choroby (postać z maczugą w dłoni unosząca się nad miastem, szerząca śmierć i cierpienie) przypomina obraz Arnolda Böcklina „Plaga”.

### Sytuacja graniczna
Zmianę nastawienia do dżumy wywołał wstrząs psychiczny spowodowany obserwowaniem śmierci dziecka: syna pana Othona (Filipa). Ojciec Paneloux po tym doświadczeniu wstąpił do formacji drużyn sanitarnych. Zamanifestował w ten sposób bunt przeciwko zarazie, potrzebę aktywnej działalności w służbie drugiemu człowiekowi i współczucie dla cierpiących.

### Drugie kazanie

#### Okoliczności
Ojciec Paneloux wygłosił kazania z własnej inicjatywy w tym samym miejscu, co poprzednio. Swoją mowę przygotował na podstawie własnej rozprawy na temat: „Czy kapłan może radzić się lekarza”, skierował ją do mężczyzn. Mszy towarzyszył silny wiatr.

#### Poglądy
Dżuma to zło, które dotyczy wszystkich, nie tylko grzeszników. Bóg zezwala na cierpienie w sobie tylko wiadomym celu, powodowany miłością do ludzi Człowiek nie jest w stanie zgłębić tajemnicy zamierzeń Boga, powinien zatem w swojej wierze je zaakceptować i postrzegać ją w perspektywie szczęścia wiecznego. Każdy powinien przyjąć aktywną postawę czynienia dobra. W przeciwieństwie do pierwszego kazania bohater wypowiadał się łagodnym tonem, staranniej dobierał słowa, utożsamiał się z odbiorcami.

## Okoliczności śmierci
Ojciec Paneloux umarł z krucyfiksem w ręku, na jego karcie kontrolnej w szpitalu widniał napis: „wypadek wątpliwy”, sam doktor Bernard Rieux miał wątpliwości co do przyczyny zgonu. Prawdopodobnie powód jego śmierci ma charakter psychiczny i jest związany z dylematami światopoglądowymi, trudnością z pogodzeniem faktu istnienia Stwórcy i zła na świecie. Według Dariusza Trześniowskiego „Z jednej strony Paneloux nie potrafi sobie wyobrazić życia bez Boga, z drugiej- nie potrafi też żyć z egzystencjalną religią, z Bogiem, którego nie rozumie. Ucieka w dobrowolną śmierć, umiera bez wyraźnych oznak dżumy. Jest to zgodne z aksjologią Camusa wobec absurdalnego świata. Przyjąć można albo postawę buntu, albo popełnić samobójstwo.”

## Analiza
Postać była analizowana w kontekstach wiary i religijnej odpowiedzi na cierpienie o szerokiej skali.